# Komet Klemola
Komet Klemola (uradna oznaka je 68P/Klemola) je periodični komet z obhodno dobo okoli 10,8 let. Komet pripada Jupitrovi družini kometov.

## Odkritje
Komet je odkril v novembru 1965 ameriški astronom Arnold Richard Klemola.

## Lastnosti
Premer jedra kometa je 4,4 km .